# Estat de Fok
Un estat de Fok, en mecànica quàntica, és qualsevol estat de l'espai de Fok amb un nombre ben definit de partícules en cada estat. Rep el nom de Vladímir Fok. D'acord amb la mecànica quàntica el nombre de partícules d'un sistema quàntic, en un estat físic totalment general, no té per què estar ben definit: és possible que al fer una mesura del nombre de partícules s'obtinguen diferents resultats. No obstant això, en certs casos el sistema pot tenir un estat físic peculiar en el qual el nombre de partícules sí que estigui totalment ben definit, els estats en els quals succeeix això són precisament els estats de Fok. La representació de les partícules va ser tractada en detall per primer cop en detall per Paul Dirac per als bosons, i per Pascual Jordan i Eugene Wigner per als fermions.